# 多夫梅克伦堡
多夫梅克伦堡是德国梅克伦堡-前波莫瑞州的一个市镇。总面积29.99平方公里，总人口2857人，其中男性1438人，女性1419人（2011年12月31日），人口密度95人/平方公里。